# Ва’а, Эрл
Эрл Ва’а (англ. Earl Va'a, родился 1 мая 1972 года в Веллингтоне) — новозеландский и самоанский регбист, выступавший на позиции флай-хава. Со 174 очками является одним из рекордсменов сборной Самоа по числу набранных очков (2-е место). Начинал карьеру в регбилиг, в 1997 году стал играть в классическое регби.

## Игровая карьера

### Регбилиг
Выпускник колледжа Святого Бернарда. Начинал карьеру игрока в регбилиг в Новой Зеландии как игрок «Уаинуиомата Лайонс» под руководством Кена Лабана. Выступал в Кубке Red Lion за команду «Веллингтон Сити Дьюкс». В 1995 году в составе сборной Самоа был заявлен на чемпионат мира по регбилиг, однако ни одного матча на турнире не провёл. В 1994 году в составе сборной Самоа участвовал в турне по Новой Зеландии. За три года игр в Кубке Red Lion (клубы «Веллингтон-Сити Дьюкс» и «Хатт-Вэлли Долфинс») набрал 395 очков.

### Регби-15
После перехода в регби-15 Эрл выступал за команду Самоа по классическому регби. В 1999 году он дебютировал на чемпионате мира, где самоанцы проиграли стыковые матчи за выход в четвертьфинал, а в том же году на Кубке тихоокеанского хребта в игре против Тонга получил травму головы, когда ему коленом в голову заехал в моле тонганец Кисионе Ахота’эилоа. В 2003 году провёл своё второе мировое первенство, с ростом 166 см стал самым низкорослым игроком на Кубке мира 2003 года. В карьере в классическом регби он выступал за английские клубы «Ричмонд», «Вустер Уорриорз», «Ньюкасл Фэлконс» и итальянскую «Л’Акуилу».

## Тренерская карьера
В 2014—2016 годах руководил клубом «Веллингтон Лайонз» в кубке ITM. Журналисты заявляли, что приходу Ва’а в клуб способствовал президент Веллингтонского регбийного союза Кен Лабан, хотя сообщалось, что между тренером и президентом был какой-то конфликт. Работа ознаменовалась тем, что в 2016 году из команды был исключён Лоси Филипо, который избил четверых молодых людей (в том числе двух девушек), и Эрл вынужден был приносить извинения за подобное поведение своего игрока, добившись разрыва контракта через двое суток после инцидента.
Контракт Ва’а истёк в конце 2016 года. С 2017 года тренирует японский «Кока-Кола Ред Спаркс».

## Личная жизнь
Сын — Ти Джей.